# OVP 1918
El OVP 1918 era un subfusil italiano.

## Desarrollo
El Regio Esercito fue uno de los primeros ejércitos en adoptar un subfusil, más precisamente, un arma automática ligera que disparaba un cartucho de pistola. Este fue el Villar-Perosa. El Villar-Perosa fue retirado de servicio en 1918, pero su mecanismo estaba bien diseñado y poco después del fin de la guerra se les solicitó a los fabricantes del Villar-Perosa que produzcan un arma más sencilla - esta sería el OVP 1918. 

## Historia
El OVP 1918 era poco más que el cajón de mecanismos y su cañón de un Villar-Perosa, acoplado a una culata y equipado con dos gatillos, así como algunas pequeñas mejoras.
Aunque formalmente clasificado como accionado por retroceso retardado, el retardo era mínimo y ciertamente poco eficaz debido a su muy alta cadencia de disparo. Su mecanismo era el habitual cerrojo con muelle recuperador, pero el cerrojo es controlado por un riel en el cajón de mecanismos que hace girar 45° al cerrojo mientras se cierra. El percutor arrastra un resalte sobre el riel del cajón de mecanismos, que también se apoya en un resalte del cerrojo, por lo tanto el percutor, impulsado por el muelle recuperador, no será lanzado para disparar el cartucho hasta que el cerrojo esté cerrado. Cuando se dispara el arma, el retroceso del casquillo empuja hacia atrás el cerrojo y lo hace girar para abrirlo, con este movimiento el percutor retrocede por acción del resalte del cerrojo. Una vez abierto, el cerrojo puede retroceder y completar el ciclo de disparo.
Una característica inusual del OVP 1918, que no estaba presente en el Villar-Perosa original, era el uso de una manga cilíndrica alrededor del cajón de mecanismos para amartillarlo. Esta era asida y empujada hacia atrás para abrir el cerrojo, yendo hacia adelante al disparar. Otra peculiaridad, heredada del Villar-Perosa, era una ranura en la parte posterior del cargador insertado vericalmente, que le permitía al tirador ver cuantos cartuchos le quedaban. Sin embargo, esto permitía la entrada de polvo y tierra en el cargador.
El OVP 1918 fue suministrado a inicios de la década de 1920 y cuando Italia entró a la Segunda Guerra Mundial, ya había sido principalmente reemplazado por diversos modelos de subfusiles Beretta. Sin embargo, el OVP 1918 fue empleado en la Guerra de Abisinia y utilizado en pequeñas cantidades por algunas unidades italianas en el Desierto Occidental en 1941. Parece ser que el OVP 1918 fue retirado de servicio después de esta fecha, ya que los ejemplares sobrevivientes de esta arma son muy escasos.